# We Got the World
«We Go the World» —en español: «Tenemos el Mundo»— es un sencillo del DJ sueco femenino y dúo de electropop Icona Pop. Fue lanzado como descarga digital en Suecia el 9 de mayo de 2012 de su álbum de estudio debut Icona Pop (2012). La canción entró en la lista de singles de Suecia, en el número 54 y ha alcanzado su punto máximo con el número 29.
Esta canción es también el tema principal de la MTV reality show de Nikki & Sara Live, así como para el Campeonato Sub-20 de la Concacaf de 2013 en México.

## Lista de canciones
| Digital download |                                   |          |  |
| N.º              | Título                            | Duración |  |
| 1.               | «We Got the World» (Radio Edit)   | 3:08     |  |
| 2.               | «We Got the World»                | 3:17     |  |
| 3.               | «We Got the World» (Long Version) | 3:24     |  |

## Posicionamiento en listas
| Listas (2012)              | Mejor posición |
| -------------------------- | -------------- |
| Suecia (Sverigetopplistan) | 29             |

## Historial de lanzamiento
| País   | Fecha                 | Formato          | Discográfica |
| ------ | --------------------- | ---------------- | ------------ |
| Sweden | 15 de octubre de 2012 | Descarga digital | Ten Records  |